# Баркёль-Казахский автономный уезд
Баркёль-Казахский автономный уезд (кит. упр. 巴里坤哈萨克自治县, пиньинь Bālǐkūn Hāsàkèzú Zìzhìxiàn; уйг. باركۆل قازاق ئاپتونوم ناھىيىسى‎; каз. Баркөл Қазақ автономиялық ауданы) — автономный уезд в городском округе Хами Синьцзян-Уйгурского автономного района КНР.

## География
Баркёль-Казахский автономный уезд расположен в северо-восточной части Синьцзяна, в северной части округа Хами.
Крупнейшее озеро в уезде — Баркёль.

## История
В древности (времена империи Хань) здесь находилось гуннское (союзное хунну) государство Пулэй (蒲類國). Князь жил в долине Шуюй (疏榆谷) на западной стороне гор. Население: 325 семейств, 2 032 человека, 799 воинов. Китайская администрация: четыре офицера и наместник с титулов Фуго-хоу (輔國侯). Другим княжеством было Пулэй-хоу (蒲類後國), то есть «позднее (или восточное) Пулэй». Население: 100 семейств, 1 070 человек, 334 воинов. Китайская администрация: три офицера, наместник с титулов Фуго-хоу (輔國侯) и переводчик. Кочевники, но есть и земледелие. Разводят скот и хороших лошадей. Делают луки и стрелы. Известно, что когда Пулэй подчинялось хунну, шаньюй, прогневавшись на князя, выселил 6000 пулэйцев на север от Турфана. С тех пор Пулэй ослаб и стал незначительным княжеством.
После того, как империя Цин завоевала эти земли у Джунгарского ханства, в 1731 году здесь был основан город. В 1735 году для этой местности было установлено официальное китайское написание названия — 巴里坤 (БаЛиКунь). В 1773 году здесь была основана Чжэньсиская управа (镇西府), которая в 1885 году (после образования провинции Синьцзян) была преобразована в Непосредственно управляемый комиссариат Чжэньси (镇西直隶厅). После Синьхайской революции комиссариат был в 1913 году преобразован в уезд Чжэньси (镇西县), подчинённый Урумчи. В 1934 году уезд был подчинён новообразованному Административному району Хами.
В 1953 году уезд был переименован в Баркёль, а 30 сентября того же года стал Баркёль-Казахским автономным уездом.

## Административное деление
Баркёль-Казахский автономный уезд делится на 4 посёлка и 8 волостей:
- Баркуль
- Burqunji (zh:博尔羌吉镇)
- Sar Qoke (zh:萨尔乔克乡)
- Haiziyan (zh:海子沿乡)
- Xialaoba (zh:下涝坝乡)
- Dahongliuxia (zh:大红柳峡乡)
- Baqiangzi (zh:八墙子乡)
- Küysu (zh:奎苏乡)
- Shirenzi (zh:石人子乡)
- Dahe (zh:大河乡)
- Huayuan (zh:花园乡)
- Santanghu (zh:三塘湖乡)

## Этнический состав (2000)
| Народ   | Население | Доля    |
| ------- | --------- | ------- |
| Китайцы | 55 169    | 64,18 % |
| Казахи  | 29 236    | 34,01 % |
| Монголы | 1 173     | 1,36 %  |
| Прочие  | 386       | 0,45 %  |